# Mercator-Medaille
Die Mercator-Medaille ist eine von der Deutschen Gesellschaft für Kartographie gestiftete Medaille und wird für herausragende Leistungen und Verdienste um die Kartographie vergeben. Die goldene Medaille zeigt im Hintergrund das winkeltreue Netz der Mercatorprojektion und im Vordergrund eine Figur, die vor dem Atlas sitzend einen Globus hält.

## Preisträger und Preisträgerinnen
- 1991: Günter Hake (Deutschland)
- 1993: Jacques Bertin (Frankreich)
- 2004: Ulrich Freitag (Deutschland)
- 2004: Ingrid Kretschmer (Österreich)
- 2009: Mark Monmonier (Deutschland)
- 2013: Ernst Spiess (Schweiz)
- 2022: Ferjan Ormeling (Niederlande)
- 2025: Menno-Jan Kraak (Niederlande)[1]

## Andere Bedeutung
Die seit 2012 herausgegebene Mercator-Medaille der Sparkasse Duisburg ist nicht mit der Medaille der DGfK zu verwechseln. Erstere ist eine „hochwertige und zeitlose Erinnerung“ an den 500. Geburtstag von Gerhard Mercator.